# Winnipeg Jets
Winnipeg Jets és un equip professional d'hoquei sobre gel a Winnipeg (Manitoba, Canadà). Juga en la National Hockey League (NHL), enquadrat en la Divisió Sud-est de la Conferència Est.
El seu nom és una referència a un equip anterior amb la mateixa denominació, Winnipeg Jets. Aquesta franquícia va jugar en la lliga World Hoquei Association des de 1972 fins a 1979, quan va ser absorbida per la National Hoquei League. Winnipeg Jets va ser un dels quatre clubs que va passar a l'NHL, on va romandre fins a 1996. Aquest any, el club es va vendre i va ser traslladat a Phoenix (Arizona), per convertir-se en els Phoenix Coyotes.
Al maig de 2011, el grup inversor local True North Sports & Entertainment va comprar un equip de l'NHL, els Atlanta Thrashers, i el va traslladar a Winnipeg. El nou club es va dir Winnipeg Jets, en honor de la franquícia original.

## Història

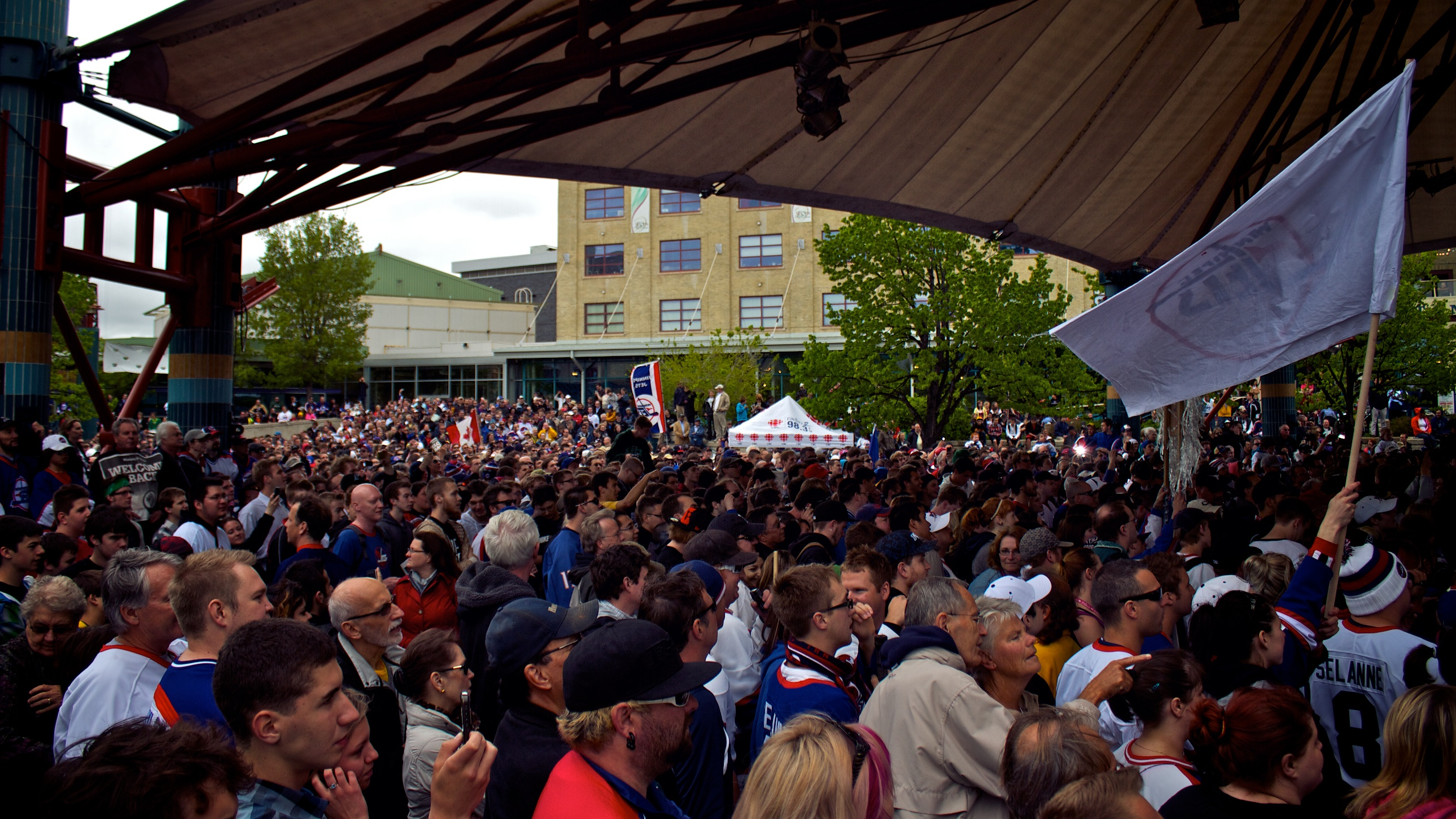
Els ciutadans de Winnipeg van sortir al carrer per celebrar el retorn de la seva ciutat a l'NHL.

Abans de la creació d'aquesta franquícia, la ciutat de Winnipeg va estar representada en les lligues professionals pels Winnipeg Jets. L'equip es va crear el 1972 com un dels 12 primers participants de la World Hoquey Association, lliga que aspirava a competir amb la National Hockey League. Durant la breu existència d'aquest torneig, els Jets van ser un dels clubs més potents, amb tres lligues (1976, 1978 i 1979) i dos subcampionats (1973 i 1977). A més, va destacar per ser un dels primers clubs nord-americans a rastrejar el mercat europeu.
El 1979 la WHA va ser absorbida per l'NHL. La lliga nacional va acceptar a quatre clubs de l'extint campionat, entre ells Winnipeg Jets, a partir de la temporada 1979/80. En els seus primers anys Winnipeg no es va adaptar bé al torneig, i va finalitzar en les últimes posicions. No obstant això, la seva situació va millorar amb l'arribada de jugadors com Dale Hawerchuk o el finlandès Teemu Selanne.
En els anys 1990 la feblesa del dòlar canadenc va afectar l'economia dels equips d'aquest país, entre ells Winnipeg. Malgrat el fort suport de tota la província de Manitoba, el mercat de Winnipeg era un dels més petits, i l'interès de la lliga per expandir-se a nous mercats com el sud dels Estats Units es va posar en contra seva. Finalment, la franquícia va ser venuda el 1996 a un grup inversor d'Arizona, que la va traslladar a Phoenix per crear els Phoenix Coyotes. El principal equip de la ciutat va passar a ser Manitoba Moose, que jugava a l'American Hockey League, una de les lligues menors de l'NHL.